# Константи Фейгенбаума
Константи Фейгенбаума — дві математичні константи, названі на честь їх відкривача Мітчелла Фейгенбаума. Вони виражають відношення в біфуркаційних діаграмах.
{\displaystyle \delta =} 4,66920160910299067185320382… це відношення попереднього біфуркаційного інтервалу до наступного, або відношення діаметрів успішних кіл на осі дійсних чисел множини Мандельброта. Фейгенбаум спочатку відносив це число до періоду подвоєння біфуркацій в логістичному відображенні, але пізніше він показав, що ця константа також зберігається для одновимірних відображень з одиничним квадратичним максимумом. Як результат цього узагальнення, кожна хаотична система, яка має таку поведінку, буде біфуркувати з тією самою швидкістю (константою Фейгенбаума). Константа Фейгенбаума може бути використана для передбачання часу виникнення хаосу в системах. Ця константа була відкрита в 1975 році.
Друга константа Фейгенбаума,
{\displaystyle \alpha =} 2,502907875095892822283902873218…,
це відношення між шириною гілки і шириною однієї з її підгілок (окрім тих, які найближчі до згину). Це число використовується для опису багатьох динамічних систем. Припускається, що обидві константи є трансцендентними, хоча це ще не доведено.